# Secretariat d'Entitats de Sants, Hostafrancs i la Bordeta
El Secretariat d'Entitats de Sants, Hostafrancs i La Bordeta és la coordinadora d'entitats d'aquests tres barris de Barcelona.
Inicia el seu funcionament el 1976 a partir del Congrés de Cultura Catalana, quan va néixer com una unió territorial d'entitats en defensa de la llengua catalana.
Oficialment es constitueix el 1984 com a federació per fomentar el teixit associatiu i afavorir la participació i dinamització ciutadanes a partir de la decisió de 57 associacions.
El 2014 en formaven part 311 associacions de tres districtes. Va impulsar la recuperació de les Cotxeres de Sants, la transformació de la fàbrica del Vapor Vell en biblioteca o la recuperació de Can Batlló.
El 2017 va rebre la Medalla d'Honor de la Ciutat de Barcelona en un moment en què aglutinava 310 entitats dels barris, que el 2024 havien pujat fins a 333.